# Івано-Франківська митрополія УГКЦ
Івано-Франківська митрополія УГКЦ — адміністративно-територіальна одиниця Української греко-католицької церкви з центром в Івано-Франківську, проголошена 13 грудня 2011 року. До складу митрополії увійшли Івано-Франківська архієпархія, Коломийська та Чернівецька єпархії.
Митрополію очолив Володимир Війтишин, архієпископ і митрополит Івано-Франківський.

## Історія
Отримавши згоду Синоду Єпископів УГКЦ та згоду Апостольського престолу, Отець і Глава УГКЦ проголосив 13 грудня 2011 заснування Івано-Франківської Митрополії Української Греко-Католицької Церкви (УГКЦ). Першим Митрополитом став Владика Володимир (Війтишин).
Івано-Франківська Митрополія УГКЦ охоплює територію в адміністративних межах: Івано-Франківської та Чернівецької областей.
30—31 травня 2018 р. Б. відбувся Перший синод єпископів Івано-Франківської митрополії.

## Джерело
- Івано-Франківська Митрополія УГКЦ [Архівовано 10 січня 2019 у Wayback Machine.]